# Leptogorgia cauliculus
Leptogorgia cauliculus is een zachte koraalsoort uit de familie Gorgoniidae. De koraalsoort komt uit het geslacht Leptogorgia. Leptogorgia cauliculus werd in 1855 voor het eerst wetenschappelijk beschreven door Valenciennes. 